# Sarepta

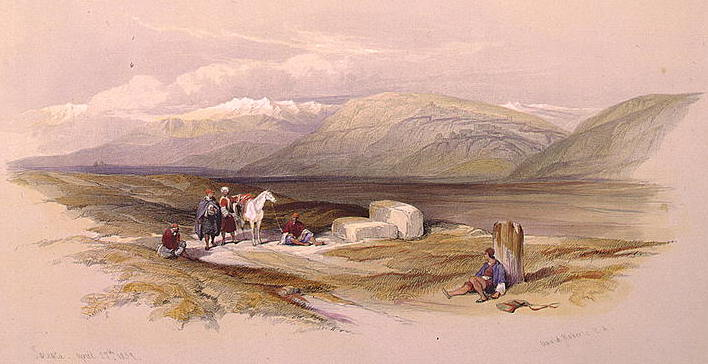
Sarepta 27 de abril de 1839 / David Roberts, R.A. Resumen/medio: 1 grabado : litografía, color.

Sarepta o Sariptu fue una ciudad fenicia situada entre Sidón y Tiro. Sus ruinas, un tell situado junto al mar en la moderna Sarafand (Líbano), fue excavado entre 1969 y 1974 por el arqueólogo estadounidense James Bennett Pritchard. También es conocida bíblicamente como Zarefath.
Llegó a ser sede de la diócesis homónima, ahora suprimida y sigue siendo una doble sede titular católica (latina y maronita).

## Biblia
En la Biblia aparece como la ciudad en que Elías fue cuidado por una viuda durante una sequía y como una de las fronteras de Israel en la visión profética de Abdías.

## Historia
Estuvo habitada a final del segundo milenio y durante el primero; de esas épocas se han encontrado restos fenicios y romanos, aunque nunca llegó a ser una ciudad poderosa.
Las excavaciones de Pritchard revelaron muchos restos de la vida cotidiana de la antigua ciudad fenicia, como instalaciones para la recolección del murex y su tratamiento para hacer tinte, talleres de cerámica y kilns, artefactos de uso diario, estatuillas religiosas y numerosas inscripciones que incluían algunas en ugarítico. El culto al betilo pudo rastrearse desde el santuario de Tanit-Astarté del siglo VIII a. C., y un sello con el nombre de la ciudad hizo que la identificación fuera segura. La estratigrafía local de la Edad de Hierro y la Edad de Bronce se estableció en detalle y la datación absoluta depende en parte de las correlaciones con la estratigrafía chipriota y egea. El santuario es similar a otros de la religión fenicia del Levante mediterráneo de la época (siglos IX-VII a. C.), es decir, consta de una sala rectangular y al fondo, un altar.
El punto culminante de los descubrimientos de Sarepta en Sarafand fue una placa votiva inscrita de marfil del santuario de "Tanit / Astarté", que ha sido la primera identificación conocida de Tanit en su tierra natal. El sitio reveló también figurillas, otros marfiles tallados, amuletos y una máscara de culto.